# 松島村 (青森県)
松島村（まつしまむら）は、かつて青森県にあった村。

## 沿革
- 1889年（明治22年）4月1日 - 町村制施行により北津軽郡吹畑村、米田村、唐笠柳村、漆川村、石岡村、太刀打村、壱野坪村、金山村、水野尾村が合併し、松島村が発足。
- 1954年（昭和29年）10月1日 - 五所川原町、栄村、中川村、三好村、長橋村、飯詰村と合併し市制施行して五所川原市となる。

## 経済
農業
『大日本篤農家名鑑』によれば松島村の篤農家は、「高橋作太郎、対馬貞吉」などである。

## 教育機関
- 松島小学校 - 松島小学校のみ現在も現存。
- 金山小学校
- 一野坪小学校
- 水野尾小学校
- 松島中学校